# Simon van Duivenbooden
Simon van Duivenbooden (Uithoorn, 11 mei 2002) is een Nederlands-Zuid-Afrikaans voetballer die doorgaans speelt als spits. In augustus 2025 verruilde hij Vitesse voor Cape Town City.

## Clubcarrière
Van Duivenbooden speelde in de jeugd van Legmeervogels en werd via Alphense Boys in 2017 opgenomen in de opleiding van Vitesse. Twee jaar later stapte de aanvaller over naar PSV. Hier speelde hij ook twee seizoenen, waarna hij terugkeerde naar Vitesse.
Aan het einde van het seizoen 2021/22 maakte hij zijn debuut in het eerste elftal van de Arnhemse club. Op 2 april 2022 werd met 3–1 verloren op bezoek bij AZ. Namens die club scoorden Vangelis Pavlidis, Jacob Rasmussen (eigen doelpunt) en Jesper Karlsson, terwijl Sondre Tronstad trefzeker was voor Vitesse. Van Duivenbooden moest van coach Thomas Letsch op de reservebank beginnen en mocht zes minuten voor tijd invallen voor doelpuntenmaker Tronstad. Zijn eerste doelpunt in het eerste elftal volgde op 13 november later dat jaar, tegen Go Ahead Eagles. Na twee doelpunten van Philippe Rommens en een aansluitingstreffer van Matúš Bero zorgde Van Duivenbooden in de blessuretijd voor de beslissende 2–2.
In januari 2023 werd de verbintenis van Van Duivenbooden opengebroken en met twee seizoenen verlengd tot medio 2025. Voorafgaand aan het seizoen 2023/24 zou Patro Eisden Maasmechelen de spits op huurbasis overnemen. Van Duivenbooden besloot ruim een week later toch om bij Vitesse te blijven, 'om persoonlijke redenen'.
Tijdens het seizoen 2023/24 kwam Van Duivenbooden niet aan spelen toe in het eerste elftal van Vitesse, dat aan het einde van het jaar degradeerde naar de Eerste divisie. Op dat niveau kwam de aanvaller tot zestien wedstrijden, waarin hij niet tot scoren kwam. In maart 2025 kreeg Van Duivenbooden van Vitesse te horen dat zijn aflopende contract niet verlengd zou worden. Hierop vond hij in augustus een nieuwe club in Cape Town City.

## Clubstatistieken
| Seizoen | Club           | Competitie     | Competitie | Competitie | Beker | Beker | Internationaal | Internationaal | Nacompetitie | Nacompetitie | Totaal | Totaal |
| Seizoen | Club           | Competitie     | Wed.       | Dlp.       | Wed.  | Dlp.  | Wed.           | Dlp.           | Wed.         | Dlp.         | Wed.   | Dlp.   |
| ------- | -------------- | -------------- | ---------- | ---------- | ----- | ----- | -------------- | -------------- | ------------ | ------------ | ------ | ------ |
| 2021/22 | Vitesse        | Eredivisie     | 2          | 0          | 0     | 0     | 0              | 0              | 0            | 0            | 2      | 0      |
| 2022/23 | Vitesse        | Eredivisie     | 9          | 1          | 0     | 0     | —              | —              | —            | —            | 9      | 1      |
| 2023/24 | Vitesse        | Eredivisie     | 0          | 0          | 0     | 0     | —              | —              | —            | —            | 0      | 0      |
| 2024/25 | Vitesse        | Eerste divisie | 16         | 0          | 0     | 0     | —              | —              | —            | —            | 16     | 0      |
| 2025/26 | Cape Town City | First Division | 0          | 0          | 0     | 0     | —              | —              | —            | —            | 0      | 0      |
| Totaal  | Totaal         | Totaal         | 27         | 1          | 0     | 0     | 0              | 0              | 0            | 0            | 27     | 1      |

Bijgewerkt op 16 augustus 2025.